# Beauvais-sur-Matha
Beauvais-sur-Matha is een gemeente in het Franse departement Charente-Maritime (regio Nouvelle-Aquitaine) en telt 656 inwoners (2004). De plaats maakt deel uit van het arrondissement Saint-Jean-d'Angély.

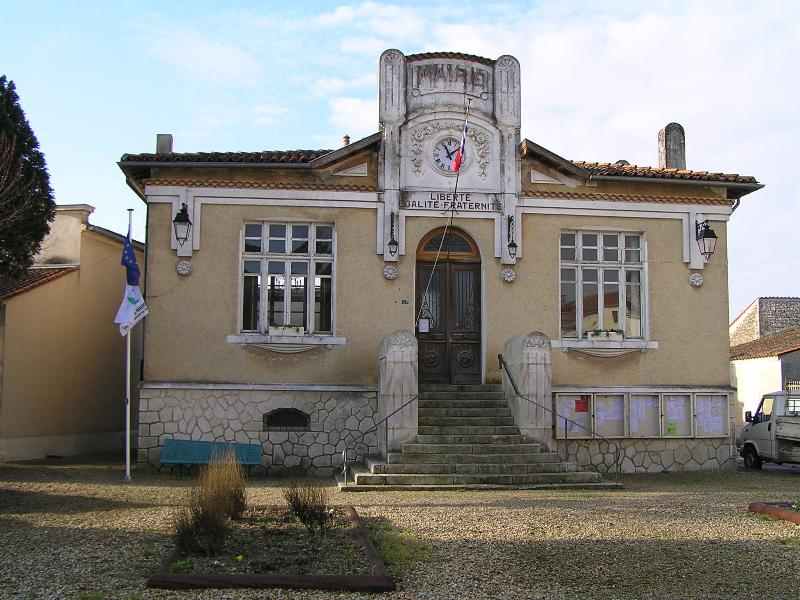
Gemeentehuis
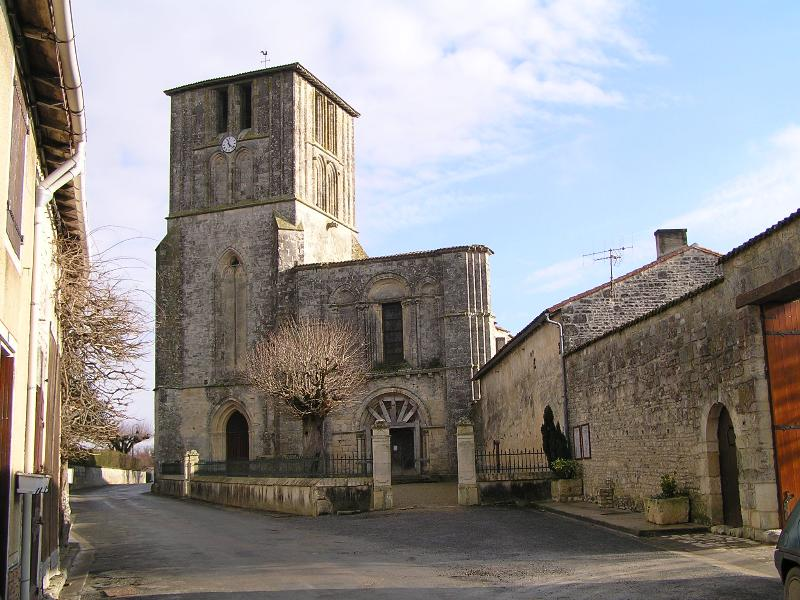
Kerk van Beauvais-sur-Matha

## Geografie
De oppervlakte van Beauvais-sur-Matha bedraagt 12,4 km², de bevolkingsdichtheid is 52,9 inwoners per km².
De onderstaande kaart toont de ligging van Beauvais-sur-Matha met de belangrijkste infrastructuur en aangrenzende gemeenten.

## Demografie
Onderstaande figuur toont het verloop van het inwonertal (bron: INSEE-tellingen).